# Puraini
Puraini es un subdistrito de la India situado en el distrito de Madhepura, en el estado de Bihar. Según el censo de 2011, tiene una población de 104 436 habitantes.